# Il piano infinito
(Isabel Allende, Il Piano Infinito)
Il piano infinito (El Plan Infinito) è un romanzo della scrittrice cilena Isabel Allende, pubblicato nel 1991 negli USA. È il primo libro dedicato dall'autrice alla realtà nordamericanae ha suscitato molto interesse, non esente da qualche critica.
In Italia è stato edito da Feltrinelli nel 1992.

## Trama
Il romanzo narra dell'esistenza di Gregory Reeves, un gringo di famiglia povera. Inizialmente, con la sua famiglia nomade viaggia di villaggio in villaggio con il Piano Infinito, il carro del padre, Charles Reeves, Dottore in Scienze Divine; sono presenti anche la madre, Nora Reeves, la sorella Judy, e Olga, guaritrice e chiromante. Il padre andava predicando il Disegno Maggiore di cui lui era a conoscenza, infondendo negli animi delle persone speranza e serenità. Tuttavia, un giorno sono costretti a costruirsi una casa e, successivamente, muore il padre Charles. Gregory dovrà quindi iniziare a lavorare all'età di sette anni, frequenta la scuola, dove subisce varie discriminazioni, essendo egli bianco in un paese di neri e di latini. Rilevante è la famiglia Morales, che inizialmente aiuta i Reeves a stabilirsi. Gregory stringerà una fortissima amicizia con Carmen, la più piccola dei Morales, un'amicizia che durerà tutta la vita. L'esistenza di Gregory è dura: subirà anche varie molestie da parte di un ragazzo latino di nome Martinez, che alla fine morirà, essendo stato sfidato da Gregory a saltare i binari quando il treno è in corsa. Terminate le scuole superiori, Gregory si trasferisce a Berkley e s'iscrive all'università per studiare legge. Intanto, la famiglia (la madre e la sorella) si è molto allontanata da Olga, che vive sola a qualche isolato di distanza. Questo non vale però per Gregory, che invece con Olga mantiene una salda amicizia; i due finiscono anche a letto, e sarà la prima esperienza sessuale di Gregory. All'università, egli conosce Samantha e se ne innamora. I due si sposano ed hanno una figlia, Margaret. Tuttavia, Samantha non è felice, non vuole neanche la figlia, e il rapporto con Gregory comincerà a cedere. Anche la figlia Margaret ignorerà il padre, a malapena riconoscendolo. Intanto Gregory stringe una forte amicizia anche con Timothy Duane, che gli rimarrà sempre a fianco. Gregory sarà poi chiamato a combattere in Vietnam, e qui scoprirà la brutalità della guerra. Vedrà inoltre morire una persona a lui molto cara, Juan Josè Morales, fratello di Carmen. Arriva il divorzio con Samantha e Gregory torna negli Stati Uniti. Se la spasserà con le donne insieme a Timothy ed entra in uno studio legale come avvocato. Conosce Shannon, di cui s'innamora e con cui successivamente si sposerà. Apre intanto uno studio legale per conto proprio. Nasce David e Gregory scopre che la figlia Margaret, a soli tredici anni, ha cominciato a drogarsi di eroina e c'è poco da fare per lei. Il rapporto con Shannon s'incrina ed arriva il secondo divorzio; terrà con sé il figlio iperattivo David. Il suo studio legale va abbastanza bene, anche se lui si sta coprendo di debiti. In parallelo vengono narrate anche le vicende di Carmen Morales, i suoi amori, l'adozione del nipote Dai, figlio del fratello Juan Josè con una donna vietnamita, morente di cancro. Carmen farà molta fortuna con la sua creazione di gioielli e la sua catena di negozi Tamar si diffonderà in tutto il mondo. Alla fine, lo studio legale di Gregory fallisce. L'uomo si rende allora di conto di quello che aveva perso, ciò che realmente lo rendeva felice: il Piano Infinito, il contatto con la natura e la semplicità della vita. Successivamente incontrerà un'altra donna, con cui sarà felice per sempre. Ella non è altro che la stessa Isabel Allende, e la vita di Gregory è la vita del suo secondo marito William C. Gordon.

## Edizioni in italiano
- Isabel Allende, Il Piano Infinito, traduzione di Edda Cicogna, collana I Narratori, Feltrinelli, 1992,  p. 326, ISBN 88-07-81331-9.